# Rareș Niculescu
Rareș-Lucian Niculescu (n. 29 august 1976, Cluj-Napoca) este un politician democrat din România, de profesie politolog. La alegerile europarlamentare din 2007 a fost ales eurodeputat din partea PD. A fost membru al Comisiei pentru Libertăți Civile, Justiție și Afaceri Interne și membru supleant al Comisiei pentru Afaceri Juridice a Parlamentului European.
La alegerile europarlamentare din 2009 a fost ales eurodeputat din partea PDL. A fost prim-vicepreședinte al Comisiei pentru Agricultură și Dezvoltare Rurală a Parlamentului European (2009-2012), iar în prezent este membru al Comisiei pentru Agricultură și Dezvoltare Rurală, membru supleant al Comisiei pentru Pescuit, membru al Delegației Parlamentului European pentru relațiile cu Peninsula Arabică și membru supleant al Delegației Parlamentului European pentru relațiile cu Israel. 
Rareș-Lucian Niculescu a fost decorat în 2006 cu Ordinul Național “Bărbăție și Credință” în grad de comandor. Înainte de a deveni politician, a lucrat ca ziarist la CD Radio Napoca, Matinal Expres Cluj, Monitorul de Cluj și la cotidianul Azi. Între 2000 și 2004 a fost consilier al deputatului Emil Boc, iar ulterior director în Primăria Municipiului Cluj-Napoca (2004-2005), consilier personal al Ministrului Administrației și Internelor, Vasile Blaga (2005-2007) și director de cabinet în Partidul Democrat (2007). 
În 2010, Niculescu a provocat un scandal într-un bar de manele,fapt pentru care a fost amendat.
1. ↑  Deputații în Parlamentul European
2. ↑  adevarul (19 mai 2010), Amenda europarlamentarului Rareş Niculescu, validată de instanţă, adevarul.ro